# Ferdinand Wagner (Dirigent)
Ferdinand Wagner (* 30. März 1898 in München; † 22. Juli 1926 ebenda) war ein deutscher Dirigent und Opernkapellmeister.

## Leben und Werk
Ferdinand Wagner war der Sohn des Münchener Klarinettisten, Musikpädagogen und Hofmusikers Carl Wagner (1873–1950). Ferdinand Wagner begann seine Tätigkeit als Opernkapellmeister in Dortmund. Von 1922 bis 1925 wirkte er in gleicher Stellung in Nürnberg. Seit 1925 wirkte er als Operndirigent in Karlsruhe. Unter seiner musikalischen Leitung fand am 28. Dezember 1925 die Uraufführung vom Ballo dell ʼIngrate (Tanz der Spröden, 1. Fassung) des mit ihm befreundeten Carl Orff im Landestheater Karlsruhe statt. Dorothee Günther schuf dazu das Bühnenbild und die Kostüme. Ein halbes Jahr später starb Ferdinand Wagner, der als „junges Genie“ galt, an den Folgen einer Blinddarmentzündung.